# Ридзик Сергій Сергійович
Сергій Сергійович Ридзик (рос. Сергей Серге́евич Ридзик) — російський фристайліст, спеціаліст зі скікросу, олімпійський медаліст. 
Бронзову олімпійську медаль Ридзик  виборов на Олімпіаді 2018 року в корейському Пхьончхані в змаганнях зі скікросу. 

## Олімпійські ігри
| Рік  | Місто                     | Скікрос |
| ---- | ------------------------- | ------- |
| 2018 | Пхьончхан, Південна Корея | 3       |
| 2022 | Пекін, Китай              | 3       |

## Чемпіонат світу
| Рік  | Місто              | Скікрос |
| ---- | ------------------ | ------- |
| 2015 | Крайшберг, Австрія | 15      |
| 2019 | Парк-Сіті, США     | 36      |
| 2021 | Ідре, Швеція       | 32      |

## Зовнішні посилання
- Досьє на сайті Міжнародної федерації лижного спорту

## Виноски
1. ↑  Men's ski cross results